# Philipp Pfeiffer (Oberamtmann)
Philipp Pfeiffer (* 10. April 1784 in Neckargemünd; † 4. März 1859 in Karlsruhe) war ein deutscher Verwaltungsbeamter.

## Leben
Philipp Pfeiffer studierte bis 1808 Rechtswissenschaften an der Ruprecht-Karls-Universität Heidelberg. 1804 wurde er Mitglied des Corps Rhenania Heidelberg. In der Folge schloss er sich der 1805 gegründeten ersten Heidelberger Suevia an. 1809 wurde er Rechtspraktikant. Von 1809 bis 1819 war er Advokat in Mosbach. 1819 wurde er Amtsassessor des Stadt- und Landamts Mosbach. 1820 wechselte er nach Lahr. 1822 wurde er zum Amtmann und Amtsvorstand des Bezirksamts Neckarbischofsheim ernannt. 1826 wechselte er als Amtsvorstand zum Bezirksamt Ladenburg und 1834 zum Bezirksamt Adelsheim, wo er 1837 zum Oberamtmann befördert wurde. Von 1842 bis zu seiner Pensionierung 1847 war er Amtsvorstand des Bezirksamts Emmendingen.